# Botowo (Biskupiec)
Botowo (deutsch Bottowen, 1938 bis 1945 Bottau) ist ein Dorf in der polnischen Woiwodschaft Ermland-Masuren. Es gehört zur Stadt- und Landgemeinde Biskupiec (Bischofsburg) im Powiat Olsztyński (Kreis Allenstein).

## Geographische Lage
Botowo liegt im Zentrum der Woiwodschaft Ermland-Masuren, 26 Kilometer nördlich der früheren Kreisstadt Ortelsburg (polnisch Szczytno) bzw. 31 Kilometer östlich der heutigen Kreismetropole Olsztyn (deutsch Allenstein).

## Geschichte

### Ortsgeschichte
Bottowen ist vor 1570 gegründet worden. Eine Erneuerung der Gründungshandfeste erfolgte am 10. Februar 1615, als dem Dorfschulzen Jakob Denda vier zinsfreie Hufen zuerkannt wurden. Im 17. Jahrhundert hatte die wirtschaftliche Entwicklung des Dorfes wohl keinen guten Verlauf genommen, Fortschritte zeigten sich erst im 18. Jahrhundert. Dann mehrten sich Ende des 20. Jahrhunderts die Anzeichen für das Anlaufen einer neuen Entwicklungsperiode.
Im Jahre 1874 wurde Bottowen in den neu errichteten Amtsbezirk Kobulten (polnisch Kobułty) im ostpreußischen Kreis Ortelsburg eingegliedert.
Aufgrund der Bestimmungen des Versailler Vertrags stimmte die Bevölkerung in den Volksabstimmungen in Ost- und Westpreussen am 11. Juli 1920 über die weitere staatliche Zugehörigkeit zu Ostpreußen (und damit zu Deutschland) oder den Anschluss an Polen ab. In Bottowen stimmten 305 Einwohner für den Verbleib bei Ostpreußen, auf Polen entfielen 60 Stimmen.
„Bottau“ war dann ab 1938 die aus politisch-ideologischen Gründen geänderte Ortsbezeichnung für das Dorf Bottowen.
In Kriegsfolge kam das Dorf 1945 mit dem gesamten südlichen Ostpreußen zu Polen und bekam die polnische Namensform „Botowo“. Heute ist es Sitz eines Schulzenamtes (polnisch Sołectwo) und somit eine Ortschaft im Verbund der Stadt- und Landgemeinde Biskupiec (Bischofsburg) im Powiat Olsztyński (Kreis Allenstein), bis 1998 der Woiwodschaft Olsztyn, seither der Woiwodschaft Ermland-Masuren zugehörig.

### Einwohnerzahlen
| Jahr | Anzahl |       |
| ---- | ------ | ----- |
| 1820 | 116    | [ 7 ] |
| 1885 | 526    | [ 7 ] |
| 1905 | 528    | [ 7 ] |
| 1910 | 550    | [ 8 ] |
| 1933 | 486    | [ 9 ] |
| 2011 | 234    | [ 1 ] |

## Kirche
Bis 1945 war Bottowen resp. Bottau in die evangelische Kirche Kobulten in der Kirchenprovinz Ostpreußen der Kirche der Altpreußischen Union sowie in die katholische Kirche Kobulten im Bistum Ermland eingepfarrt.
Heute gehört Botowo zur evangelischen Kirche Rasząg (Raschung), einer Filialkirche der Pfarrei Sorkwity (Sorquitten) in der Diözese Masuren der Evangelisch-Augsburgischen Kirche in Polen. Katholischerseits ist Botowo nach weiterhin zur Pfarrei in Kobułty ausgerichtet, deren Filialgemeinde Botowo heute ist, jetzt im Erzbistum Ermland.

## Schule
In Bottowen war während der Regierungszeit Friedrich Wilhelms I. eine Dorfschule gegründet worden.

## Verkehr
Botowo ist von der Landesstraße 57 (frühere deutsche Reichsstraße 128) aus auf einer Nebenstraße von Labuszewo (Haasenberg) nach Rasząg (Raschung) zu erreichen. Eine Bahnanbindung besteht nicht.